# جی‌ام‌سی اکیدیا

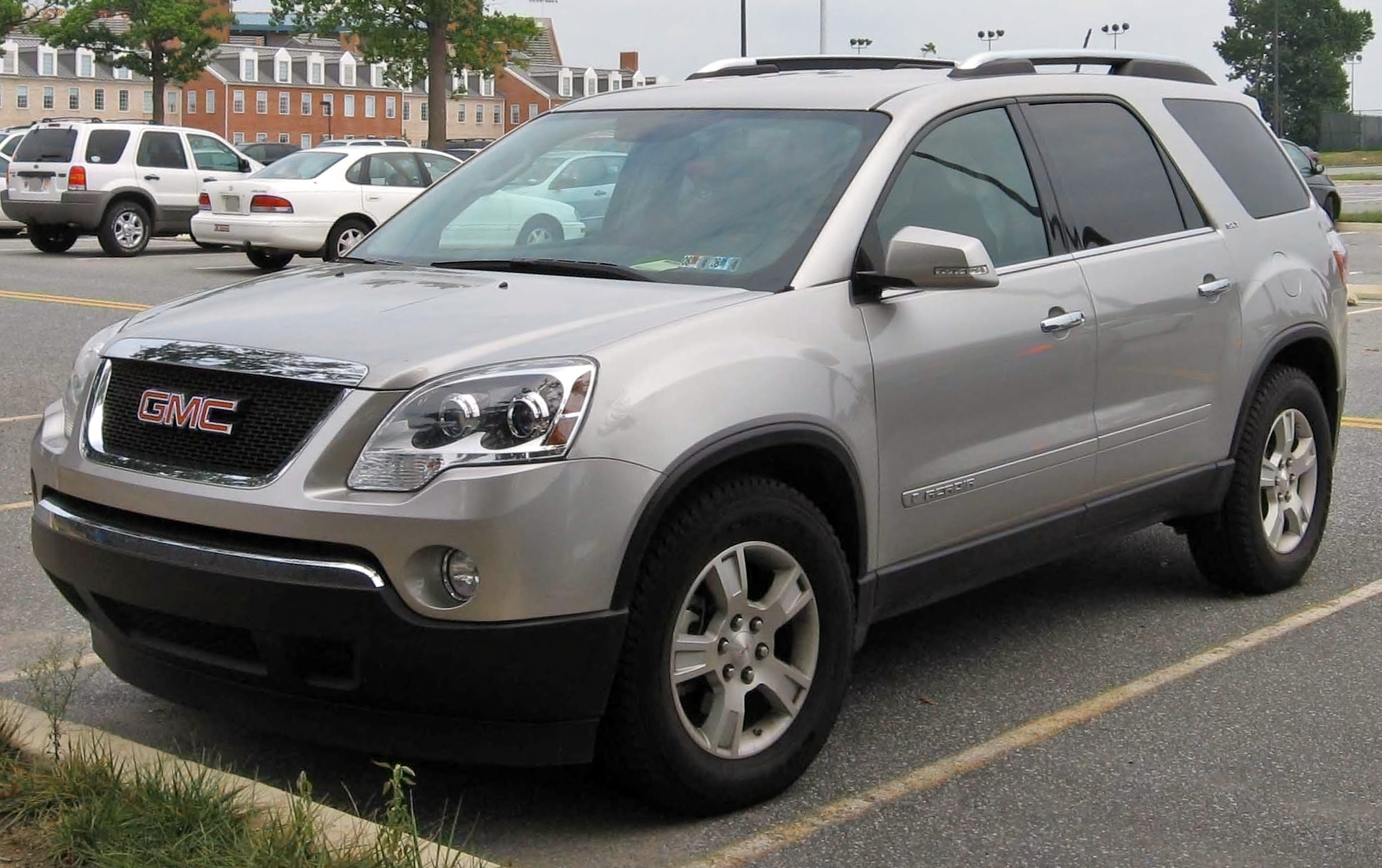

جی‌ام‌سی اَکیدیا (به انگلیسی: GMC Acadia) یکی از مدل‌های خودروی کمپانی جی ام سی است.